# Живовлеково усойниче
Живовлеково усойниче (Echium plantagineum) е тревисто растение от семейство Грапаволистни.

## Разпространение
Видът е разпространен в Западна и Южна Европа (от южна Англия на юг до Пиренейския полуостров и на изток до Крим), и от Северна Африка до югозападна Азия (в източна Грузия). Видът е интродуциран и в Австралия където се разпространява бързо.
Расте по краищата на обработваемите ниви, канавки и сухи склонове.

## Описание
Живовлековото усойниче е едно или двугодишно растение достигащо височина от 20 до 60 cm. Има дебел корен, листата са розетковидни, ланцетни, тъмнозелени до 14 cm дълги. Цветовете са сини до виолетови, цъфти от края на юни до първите замръзи. Растението съдържа отровния алкалоид пиролизидин. Консумиран от животни той води до прогресивно слабеене и дори до смърт. Растението е ценен медоносен вид. Използва се и за оформление на градини и алпинеуми.

## Интродукция
Живовлековото усойниче е внесено като декоративно растение в Австралия през 80-те години на XIX век от Джейн Патърсън. За кратко време то превзема пасищата на Южна Австралия, поради което е наречено с името „проклятието на Патърсън“. В резултат на продължителните суши, обаче, когато тревата бързо загива, то се оказва единственият източник на храна за добитъка. Поради тази причина, то се нарича и с името „спасението на Джейн“.